# Culex weschei
Culex weschei är en tvåvingeart som beskrevs av Edwards 1935. Culex weschei ingår i släktet Culex och familjen stickmyggor. Inga underarter finns listade i Catalogue of Life.